# Elixir (TV-serie, 2025)
Elixir (nederländska: Elixer) är en nederländsk kriminaldramaserie som hade premiär i Nederländerna den 5 mars 2025 och i Sverige på SVT den 25 juni 2025.

## Handling
Serien handlar om ett familjeföretag, Rombauts Pharma, som verkar inom läkemedelsindustrin där helt oväntat Ludo Rombauts utser sin dotter Isabelle till vd. Detta faller inte i god jord hos hennes bror Juliën, som har andra planer för familjen. 

## Rollista (i urval)
- Hanna Verboom – Isabelle Rombauts
- Wim Opbrouck – Ludo Rombauts
- Jacob Derwig – Juliën Rombauts
- Katelijne Damen – Riekje Rombauts
- Bart Bijnens – Quinten Rombauts
- Roman Derwig – Archibald (Art) Rombauts